# Georg Ludwig de la Chevallerie
Georg Ludwig de la Chevallerie (* 2. Oktober 1711; † 16. Mai 1768 in Lüneburg) war ein großbritannischer und  kurfürstlich braunschweig-lüneburgischer Generalmajor, Chef des Kurhannoverschen Infanterie-Regiments Nr. 11-B sowie Kommandant von Lüneburg.
Er entstammte einem französischen Geschlecht, das nach der Aufhebung des Edikts von Nantes nach Deutschland geflohen war und in Celle Aufnahme gefunden hatte.
Seine Eltern waren der Kur-Braunschweiger Oberstleutnant Georg Friedrich de la Chevallerie und dessen Ehefrau de la Motte, eine Tochter des Generals Karl (Charles) de la Motte (* 1648; † 12. August 1717). Sein Großvater war der Oberschenk des Fürsten Simeon de la Chevallerie († 2. Februar 1698). Der preußische General Ernst August de la Chevallerie von la Motte war sein Onkel.
Er wurde 1756 als Oberst Chef des Infanterie-Regiments und blieb es bis zu seinem Tode. 1762 wurde er zum Generalmajor befördert und 1763 zum Kommandanten von Lüneburg ernannt.
Er starb unverheiratet 1768.